# لوک هابسون
لوک هابسون (انگلیسی: Luke Hobson؛ زادهٔ ۲۵ ژوئن ۲۰۰۳ ‏(۲۱ سال)) شناگر اهل ایالات متحده آمریکا است.
وی در مسابقات کشوری و بین‌المللی در مجموع برندهٔ ۲ مدال طلا، ۲ مدال نقره، ۳ مدال برنز شده است.